# Icknield Way

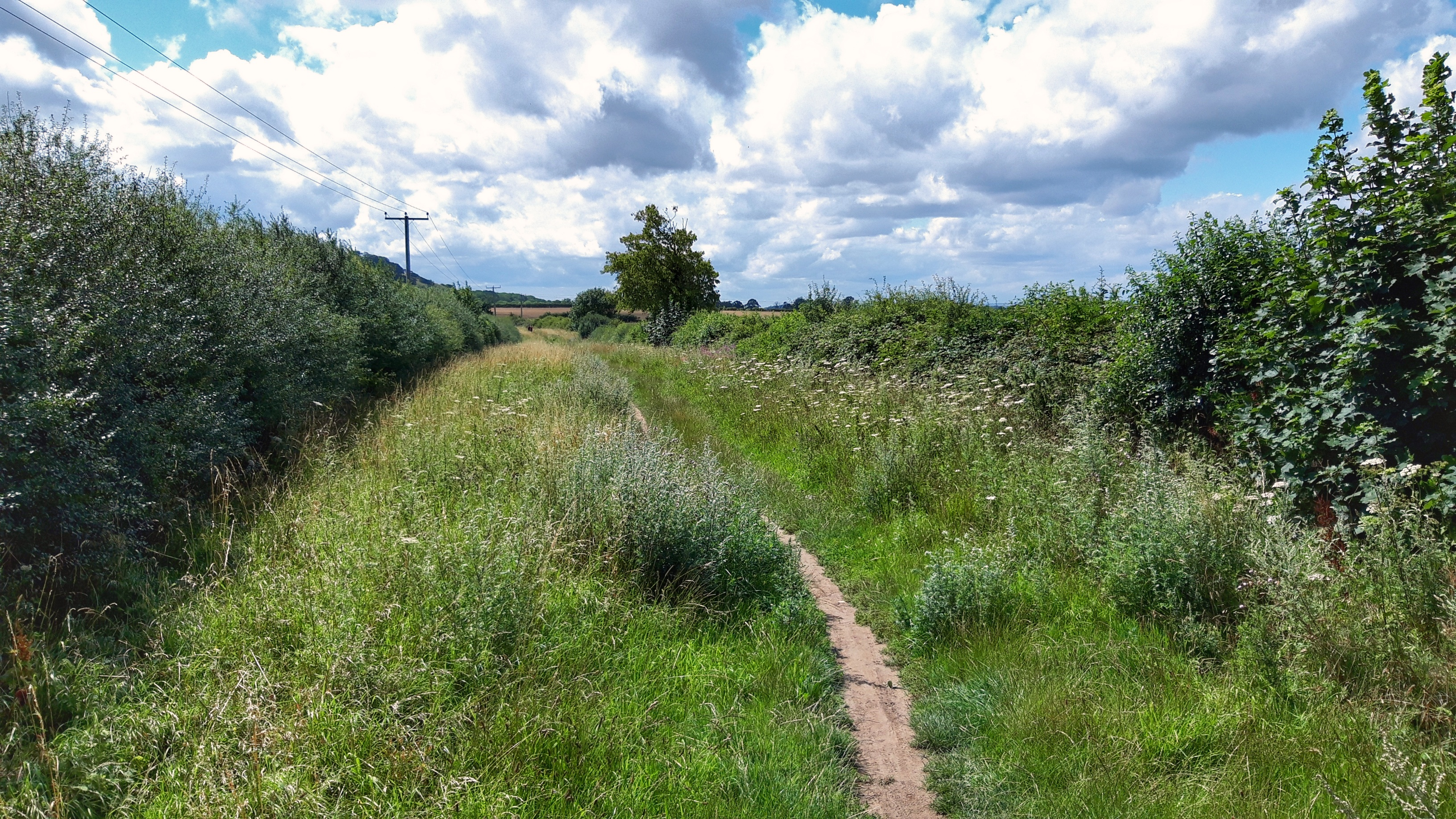
Icknield Way vicino a Lewknor nell'Oxfordshire.

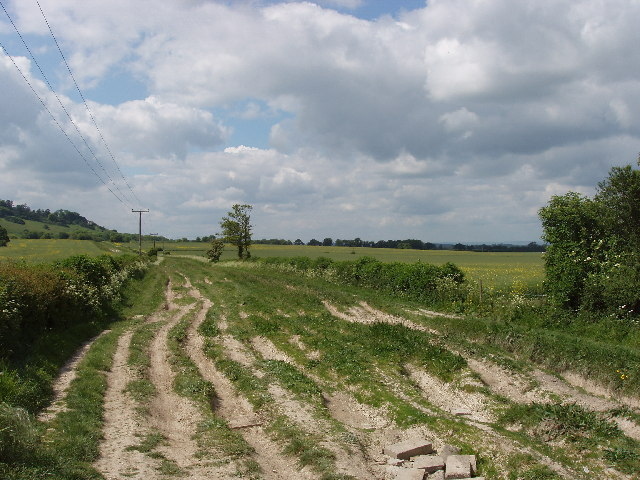
La stessa vista della Icknield Way vicino a Lewknor del 2005 prima che il sentiero fosse limitato per escludere i veicoli a motore.

La Icknield Way è un'antica strada dell'Inghilterra meridionale e orientale che va dal Norfolk al Wiltshire. Segue la scarpata gessosa calcarea che comprende i Berkshire Downs e le Chiltern Hills.

## Storia
Generalmente, si ritiene che, in Gran Bretagna, l'Icknield Way sia una delle strade più antiche di cui si riesca ancora a tracciarne il percorso, essendo una delle poche vie a lunga percorrenza esistenti prima che i Romani occupassero il paese. Tuttavia, questa affermazione è stata messa in discussione e le prove della sua origine preistorica sono state oggetto di interrogativi.
Il nome deriva dalla popolazione celto-britannica degli Iceni, che potrebbero aver stabilito questa rotta per facilitare il commercio con altre parti del paese dalla loro base nell'Anglia orientale. È stato inoltre ipotizzato che la strada abbia origini preistoriche più antiche. Si dice anche che il nome fosse inizialmente utilizzato per la parte ad ovest e a sud (cioè a sud del fiume Tamigi), ma ora si riferisce solitamente al percorso a nord del Tamigi.
Fin dall'antichità, almeno a partire dal periodo dell'età del ferro (prima dell'invasione Romana del 43 d.C.) e fino all'alto medioevo, si estendeva dal Berkshire attraverso l'Oxfordshire attraversando il Tamigi a Cholsey, vicino a Wallingford.

## Prime prove documentali
Le prime menzioni della Icknield Way si trovano nelle carte reali anglosassoni a partire dall'anno 903 in poi. Le copie più antiche sopravvissute furono realizzate nei secoli XII e XIII e utilizzano le grafie Ic(c)enhilde weġ, Icenhylte, Icenilde weġ, Ycenilde weġ e Icenhilde weġ. I documenti fanno riferimento a località come Wanborough, Hardwell a Uffington, Lockinge, Harwell, Blewbury e Risborough, che si estendono per una distanza di 64 km dal Wiltshire al Buckinghamshire.

## Le "Four Highways" dell'Inghilterra medievale
La Icknield Way era una delle "Four Highways", le quattro principali vie di comunicazione menzionate nella letteratura degli anni trenta del XII secolo. Enrico di Huntingdon scrisse che Ermine Street, Fosse Way, Watling Street e Icknield Way erano state costruite dalle autorità reali. Le Leges Edwardi Confessoris garantivano la protezione da parte della Corona ai viaggiatori su queste strade, e si diceva che la Icknield Way si estendesse per tutta la larghezza del regno. Goffredo di Monmouth elaborò ulteriormente la storia affermando che Belinus aveva migliorato le quattro strade in modo che risultassero chiaramente essere percorsi protetti.
Intorno al 1250, le "Four Highways" furono rappresentate da Matthew Paris in una mappa schematica della Gran Bretagna chiamata Scema Britannie. In essa, la Icknield Way è rappresentata da una linea retta che collega da Salisbury (ossia Old Sarum) a Bury St Edmunds, intersecando le altre tre strade vicino a Dunstable.

### Icknield Street
Nel XIV secolo, Ranulf Higdon descrisse un percorso diverso per la Icknield Way: da Winchester a Tynemouth passando per Birmingham, Lichfield, Derby, Chesterfield e York. Questo tracciato include la strada Romana che va da Bourton-on-the-Water a Templeborough vicino a Rotherham, attualmente chiamata Icknield Street (o Ryknild Street) per distinguerla dalla Icknield Way.

## Itinerario

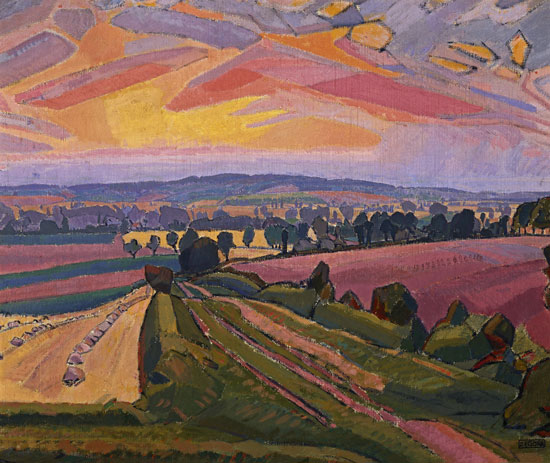
Spencer Gore : "Icknield way", 1912. Utilizzata come immagine di copertina di "The Icknield Way Path – A Walkers' Guide" pubblicata dalla Icknield Way Association nel 2012.

In molti punti, il tracciato della Icknield Way consisteva, in diversi più percorsi, soprattutto nel tratto che segue la linea della scarpata dei Chilterns, probabilmente a causa dell'utilizzo stagionale, e dal notevole volume di traffico, specialmente di mandrie o greggi di bestiame.
A ovest il percorso può essere individuato ai piedi delle scarpate dei Berkshire Downs. Vicino a Wantage, il percorso lungo la cresta dei Downs è noto come The Ridgeway, mentre il nome Icknield Way è attribuito a un percorso parallelo di pianura sopra la linea di affioramento della falda acquifera alla base della scarpata calcarea. Tra Lewknor e Ivinghoe esistono due tracciati paralleli conosciuti come Lower Icknield Way e Upper Icknield Way. Nel Cambridgeshire, sono stati proposti percorsi alternativi come Street Way (Ashwell Street), Ditch Way e altri, probabilmente utilizzati in estate o in inverno.
Molte strade moderne seguono il tracciato della Icknield Way, come la B489 da Aston Clinton a Dunstable e la A505 da Baldock a Royston. In alcune zone, soprattutto da est di Luton nel Bedfordshire a Ickleford (villaggio che prende il nome dal punto in cui la Icknield Way attraversa un corso d’acqua) vicino a Hitchin nell'Hertfordshire. Il percorso è seguito da strade secondarie e in molti luoghi non è più distinguibile, se non per elementi paesaggistici come tumuli e rilievi che costeggiano il percorso e per gli avvallamenti dovuti all’antico e frequente utilizzo. Potrebbe essere descritta come una via costellata di siti archeologici rinvenuti a intervalli irregolari.
La Icknield Way un tempo delimitava il confine tra Hertfordshire e Cambridgeshire, e Royston è stata divisa in due parti da questo confine. Proprio a Royston la Icknield Way incrociava Ermine Street.
Nel sud-ovest alcuni autori fanno arrivare la Icknield Way fino ad Exeter, mentre altri la fanno terminare solo a Salisbury. A nord-est, sono state proposte come destinazioni finali: Icklingham, Suffolk, Caistor-by-Norwich, Yarmouth e Hunstanton, Norfolk.  A sostegno del percorso occidentale, una strada a Dersingham vicino a Hunstanton fu chiamata Ykenildestrethe e Ikelynge Street nel XIII secolo.

## Percorsi moderni
Da Lyme Regis sulla costa del Dorset a Holme-next-the-Sea sulla costa del Norfolk sono stati creati sentieri moderni a lunga percorrenza, che seguono la linea generale della Icknield Way.
Il rapporto del Comitato Hobhouse del 1947 suggerì la creazione di un percorso tra Seaton Bay e la cresta di Chiltern, e nel 1956 Tom Stephenson propose un tracciato più lungo fino a Cambridge. Negli anni sessanta venne discusso un percorso attraverso il Norfolk.
Il primo tratto ad essere ufficialmente designato come Long-Distance Footpath (sentiero a lunga percorrenza, come erano allora conosciuti i National Trails) fu quello da Overton Hill a Ivinghoe Beacon, e fu dichiarato aperto come Ridgeway nel 1973. La Peddars Way, da Knettishall Heath a Holme-next-the-Sea, forma parte della Peddars Way e del Norfolk Coast Path National Trail, che è stato aperto come Long-Distance Route nel 1986. Tra Ridgeway e Peddars Way, alcune parti dell'originario tracciato della Icknield Way erano state asfaltate o edificate, quindi è stato ideato un percorso alternativo che evita di camminare sulle strade. Nel 1992, questo è stato designato dalla Countryside Commission come percorso regionale chiamato Icknield Way Path. La Wessex Ridgeway da Lyme Regis a Marlborough è stata dichiarata aperta dal Consiglio della contea di Dorset nel 1994.
Charles Thurstan Shaw, archeologo ed esperto studioso sul campo di questi sentieri, fondò la Icknield Way Association che si è battuta per la riapertura dell'intera Icknield Way come Long-Distance Footpath nel 1984, lo stesso anno in cui uscì la prima guida escursionistica del percorso.
L'autore Ray Quinlan ha riunito la maggior parte della Wessex Ridgeway, della Ridgeway National Trail, dell'Icknield Way Path, della Peddars Way e di una piccola parte del Norfolk Coast Path per creare un sentiero chiamato Greater Ridgeway, con una lunghezza di circa 584 chilometri da Lyme Regis a Hunstanton.
Parti del Ridgeway National Trail e dell'Icknield Way Path sono percorribili solo come sentieri, di conseguenza l'Icknield Way Path Riders Route o l'Icknield Way Trail sono stati creati soprattutto per escursionisti a cavallo e ciclisti. Questo percorso va da Bledlow a Roudham Heath, dove si unisce alla Peddars Way Riders Route.

## Artisti e scrittori sulla Icknield Way
L'Icknield Way ha ispirato numerosi scrittori e artisti. Spencer Gore, il fondatore del Camden Town Group of artists, dipinse il percorso nel 1912 mentre era con il suo amico Harold Gilman a Letchworth. Il suo lavoro, influenzato da Cézanne, Van Gogh e Gauguin, è riconosciuto come una delle opere pionieristiche del modernismo britannico. Uno dei viaggiatori letterari più noti della Icknield Way è il poeta Edward Thomas, che percorse il sentiero nel 1911 e pubblicò il suo racconto nel 1913. Thomas era interessato alle strade antiche e si ispirò a Old Road di Hilaire Belloc e ad altre memorie di viaggio pubblicate da Constable scritte da R. Hippisley Cox, Harold J. E. Peake e altri autori. Sebbene il libro abbia la forma di un unico viaggio di dieci giorni, Thomas lo scrisse a più riprese nell'arco di un anno. Era spesso accompagnato da suo fratello Julian, entrambi si alzavano alle 5 o alle 6 del mattino per percorrere a piedi 30–40 mi (48–64 km) al giorno. Sebbene fosse interessato maggiormente alla descrizione poetica, il suo editore spinse a fornire dettagli più concreti sul suo percorso, rendendo così il suo libro più simile a una guida rispetto ai suoi precedenti libri di viaggio più poetici di Thomas. Ispirato dal viaggio di Thomas, lo scrittore naturalista britannico contemporaneo Robert MacFarlane inizia il suo libro sul percorrere sentieri antichi, The Old Ways, percorrendo la Icknield Way, "sperando di evocarlo (Thomas) camminando dove aveva camminato". George RR Martin ha utilizzato le "Four Highways" come modello per la Kingsway nei suoi romanzi Cronache del ghiaccio e del fuoco. Il primo episodio della serie di documentari del 2016-2017 Britain's Ancient Tracks with Tony Robinson riguardava la Icknield Way e includeva riprese aeree del sentiero con i droni.